# Marika, un super show
Pour plus de détails, voir Fiche technique et Distribution.
Marika, un super show (titre original : Die große Kür) est un film germano-autrichien réalisé par Franz Antel, sorti en 1964.
Il met en vedette le couple de patinage artistique Marika Kilius et Hans-Jürgen Bäumler.

## Synopsis
Après la victoire au championnat du monde, Marika Kilius et Hans-Jürgen Bäumler souhaitent participer à une tournée. Cependant, ils n'ont pas encore signé dans l'une des revues de glace et les managers Eberhard Traugott et Tommy Toifel se disputent les deux stars. Marika est également influencé par le pilote de course Jonny, au grand dam de Hans-Jürgen. Hans-Jürgen aime Marika depuis longtemps, mais ne lui a jamais avoué. Quand il s’inquiète pour les roses pendant la nuit avec le soutien du photojournaliste Peter, il n'y a plus personne quand il retourne au bar. Marika passe la nuit avec Jonny, sa mère adoptive Doris et la journaliste Helga. Tommy Toifel réussit à faire boire Doris. La temps passant, cependant, utilise Eberhard Traugott parvient à faire signer Doris le contrat de manager avec Marika. Par jalousie de Jonny, qui n'abandonne pas Marika, Hans-Jürgen choisit maintenant Tommy en tant que manager.
Sous l'influence de Jonny, Marika a commencé à rêver d'un monde hors de la glace et l'a suivi à Villars. Elle ne sait pas qu'il n'a qu'un seul objectif : elle doit paraître dans la revue américaine de glace de sa mère et faire venir Hans-Jürgen. Mme King, la mère de Jon, ordonne à la journaliste Helga de convaincre Hans-Jürgen pour la revue américaine. Quoi qu'il en soit, Helga doit se rendre à Vienne pour apporter le teckel Lumpi à Hans-Jürgen. Comme le chien appartient aux deux patineurs, tout le monde le possède pour une période de temps déterminée. À Vienne, Helga tente de mettre Tommy à ses côtés. Pendant ce temps, Hans-Jürgen regarde les répétitions de la Wiener Eisrevue. Il aime la danseuse Jane. Quand il doit également lire dans la presse que Marika s'est fiancée à Jonny - le tout en raison d'un malentendu causé par la conversation de Doris -, il s'engage avec la Wiener Eisrevue. En retour, Maria s'engage dans la revue de glace américaine. Les deux ont des problèmes d'harmonisation avec leurs partenaires respectifs.
Jonny veut éloigner Marika du patinage artistique et la faire devenir chanteuse. Il l'invite en vacances à Saint-Tropez, mais elle refuse. Elle préfère amener Lumpi à Vienne. Ici, elle ne trouve que des photos montrant Hans-Jürgen avec Jane et les voit plus tard dans un pub. Déçue, elle part et ne voit pas que Hans-Jürgen se sépare de Jane pour se concentrer sur sa carrière. Le vieux Franz Haslinger, vivant avec Hans-Jürgen, a depuis longtemps compris que Hans-Jürgen et Marika s’aimaient. Il cache Lumpi et laisse un message de recherche pour le chien dans le journal. Marika est de bonne humeur et le photographe Peter et la journaliste Helga décident de retrouver Lumpi et de sauver ainsi la relation du couple patineur. Ils se rapprochent également les uns des autres. De nouvelles relations se développent et l’ancien patineur artistique Franz Haslinger retrouve alors Mme King, son ancienne partenaire et sa compagne. Eberhard Traugott et Tommy Toifel reconnaissent également que tous les problèmes seraient résolus s'ils se réunissaient et formaient une société commune. Dans ces conditions, dont Hans-Jürgen n'a aucune idée, commence la création de la Wiener Eisrevue. Hans-Jürgen ignore s'il devrait se produire, alors que Peter et Helga ont secrètement glissé Lumpi dans son dressing. Il a apporté les patins, alors Hans-Jürgen apparaît enfin dans la revue. Sa partenaire est à la fin Marika Kilius et Hans-Jürgen est heureux. Dans le public, il y a enfin les couples : Peter et Helga, Franz et Mme King et, au niveau des affaires, Eberhard et Traugott.

## Fiche technique
- Titre : Marika, un super show
- Titre original : Die große Kür
- Réalisation : Franz Antel assisté d'Otto Stenzel
- Scénario : Kurt Nachmann
- Musique : Erwin Halletz
- Direction artistique : Horst Hennicke
- Costumes : Gerdago
- Photographie : Siegfried Hold
- Effets spéciaux : Theo Nischwitz
- Montage : Arnfried Heyne
- Production : Carl Szokoll
- Société de production : Team-Film, Wiener Stadthalle
- Société de distribution : Nora-Filmverleih
- Pays d'origine :  Allemagne de l'Ouest,  Autriche
- Langue : allemand
- Format : Couleur - 1,37:1 - mono - 35 mm
- Genre : Romantique
- Durée : 99 minutes
- Dates de sortie :
  - Allemagne de l'Ouest : 6 octobre 1964.
  - Pays-Bas : 4 février 1965.
  - France : 10 septembre 1965[1].
  - Espagne : 7 février 1966.

## Distribution
- Marika Kilius : Marika Kilius
- Hans-Jürgen Bäumler : Hans-Jürgen Bäumler
- Peter Kraus : Jonny King
- Paul Hörbiger : Franz Haslinger
- Mady Rahl : Doris
- Marlene Warrlich : Helga Lindenberg
- Peter Fröhlich : Peter
- Marte Harell : Mrs. King
- Dorothee Parker : Jane
- Marlene Rahn (de) : Kiki
- Wolf Albach-Retty : Le chef de la Wiener Eisrevue
- Heinz Erhardt : Eberhard Traugott
- Gunther Philipp : Tommy Toifel

## Source de traduction
- (de) Cet article est partiellement ou en totalité issu de l’article de Wikipédia en allemand intitulé « Die große Kür » (voir la liste des auteurs).